# Акепсий и Аифал
Акепсий (греч. Ακεψέης; Апсей, Хафсай) и Аифа́л — христианские мученики, память в Православной церкви совершается 11 декабря (по юлианскому календарю).

## История
Акепсий и Аифал были родом из Персии. Акепсий был языческим жрецом в городе Арбеле. Обратился к христианскому епископу, надеясь получить исцеление от своей болезни. Епископ преподал ему наставление в вере и жизни христианской и исцелил его своими молитвами от болезни. После этого Акепсий возвратился в Арбелу, будучи посвящён в сан пресвитера, начал проповедовать христианство среди местного населения. Об этом стало известно правителю Арбелы, который вызвал Акепсия к себе и приказал отрезать ему ухо и заключить в тюрьму.
Аифал был диаконом Арбельской церкви. Схваченный за исповедание христианства, он был избит старейшиною жрецов и отправлен в темницу. После этого Акепсий и Аифал были приведены к правителю Арбелы. Он потребовал отречься от христианства, а когда Акепсий и Аифал отказались это сделать, приговорил их к отсечению головы.
В XII веке на славянский язык было переведено краткое житие мучеников Акепсия и Аифала, а в первой половине XIV века на Афоне сербскими монахами был сделан новый перевод. На Руси житие стало известно с конца XIV века, а XVI веке было включено в Великие четьи-минеи митрополита Макария.